# Angelo Anquilletti
Angelo Anquilletti (25. dubna 1943, San Donato Milanese – 9. ledna 2015, Milán) byl italský fotbalista. Nastupoval především na postu obránce. Za svou fotbalovou kariéru odehrál 326 utkání v nejvyšší lize a nevstřelil žádnou branku.
Fotbalově vyrůstal v Solbiatese v nižší lize. Po třech sezonách, odešel do Atalanty, kde v 21 letech v roce 1964 poprvé hrál nejvyšší lize. Po dvou odehraných sezonách odešel do Milána. U Rossoneri zůstal 11 sezon a získal s ní celkem devět trofejí. Získal jeden titul v lize (1967/68), čtyři vítězství v italském poháru (1966/67, 1971/72, 1972/73, 1976/77), dvě výhry v poháru PVP (1967/68, 1972/73) a po jedné trofeji získal v poháru PMEZ (1968/69) a Interkontinentální pohár (1969). Odehrál celkem 418 utkání a vstřelil dvě branky. Obě branky vstřelil v poháru PVP 1967/68 v 1. kole proti PFK Levski Sofia (5:1). Fotbalovou kariéru ukončil v 36 letech v roce 1979, po dvouletém působení v Monze.
Za reprezentaci nastoupil do dvou utkání. Oba byli přátelské proti Mexiku v roce 1969. Byl v nominaci na ME 1968, kde získal zlatou medaili.

## Hráčská statistika
| Sezóna  | Klub       | Liga    | Liga   | Liga | Ligové poháry | Ligové poháry | Ligové poháry | Kontinentální poháry | Kontinentální poháry | Kontinentální poháry | Celkem | Celkem |
| Sezóna  | Klub       | Soutěž  | Zápasy | Góly | Soutěž        | Zápasy        | Góly          | Soutěž               | Zápasy               | Góly                 | Zápasy | Góly   |
| ------- | ---------- | ------- | ------ | ---- | ------------- | ------------- | ------------- | -------------------- | -------------------- | -------------------- | ------ | ------ |
| 1961/62 | Solbiatese | Serie D | 21     | 0    | -             | 0             | 0             | -                    |                      | 0                    | 21     | 0      |
| 1962/63 | Solbiatese | Serie D | 33     | 0    | -             | 0             | 0             | -                    |                      | 0                    | 33     | 0      |
| 1963/64 | Solbiatese | Serie C | 36     | 0    | -             | 0             | 0             | -                    |                      | 0                    | 36     | 0      |
| 1964/65 | Atalanta   | Serie A | 16     | 0    | IP            | 2             | 0             | -                    | 0                    | 0                    | 18     | 0      |
| 1965/66 | Atalanta   | Serie A | 32     | 0    | IP            | 3             | 0             | -                    | 0                    | 0                    | 35     | 0      |
| 1966/67 | Milán      | Serie A | 28     | 0    | IP            | 5             | 0             | Stř.P                | 1                    | 0                    | 34     | 0      |
| 1967/68 | Milán      | Serie A | 30     | 0    | IP            | 10            | 0             | PVP                  | 10                   | 2                    | 50     | 2      |
| 1968/69 | Milán      | Serie A | 30     | 0    | IP            | 3             | 0             | PMEZ                 | 7                    | 0                    | 40     | 0      |
| 1969/70 | Milán      | Serie A | 26     | 0    | IP            | 3             | 0             | PMEZ+Int.P           | 3+2                  | 0                    | 34     | 0      |
| 1970/71 | Milán      | Serie A | 28     | 0    | IP            | 12            | 0             | -                    | 0                    | 0                    | 40     | 0      |
| 1971/72 | Milán      | Serie A | 28     | 0    | IP            | 10            | 0             | UEFA                 | 10                   | 0                    | 48     | 0      |
| 1972/73 | Milán      | Serie A | 28     | 0    | IP            | 5             | 0             | PVP                  | 8                    | 0                    | 41     | 0      |
| 1973/74 | Milán      | Serie A | 29     | 0    | IP            | 3             | 0             | PVP+ES               | 9+2                  | 0                    | 43     | 0      |
| 1974/75 | Milán      | Serie A | 11     | 0    | IP            | 5             | 0             | -                    | 0                    | 0                    | 16     | 0      |
| 1975/76 | Milán      | Serie A | 22     | 0    | IP            | 10            | 0             | UEFA                 | 8                    | 0                    | 40     | 0      |
| 1976/77 | Milán      | Serie A | 18     | 0    | IP            | 5             | 0             | UEFA                 | 5                    | 0                    | 28     | 0      |
| 1977/78 | Monza      | Serie B | 32     | 0    | IP            | 3             | 0             | -                    | 0                    | 0                    | 35     | 0      |
| 1978/79 | Monza      | Serie B | 9      | 0    | IP            | 0             | 0             | -                    | 0                    | 0                    | 9      | 0      |
| Celkem  | Celkem     | Celkem  | 457    | 0    | -             | 79            | 0             | -                    | 65                   | 2                    | 601    | 2      |

## Hráčské úspěchy

### Klubové
- 1× vítěz italské ligy (1967/68)
- 4× vítěz italského poháru (1966/67, 1971/72, 1972/73, 1976/77)
- 1× vítěz poháru PMEZ (1968/69)
- 2× vítěz poháru PVP (1967/68, 1972/73)
- 1× vítěz Interkontinentálního poháru (1969)

### Reprezentační
- 1× na ME (1968 - zlato)